# Chéronvilliers
Chéronvilliers település Franciaországban, Eure megyében. Lakosainak száma 457 fő (2022. január 1.). Chéronvilliers Les Baux-de-Breteuil, Bois-Arnault, Bourth, Chaise-Dieu-du-Theil, Rugles, Saint-Martin-d’Écublei, Saint-Sulpice-sur-Risle és Verneuil d’Avre et d’Iton községekkel határos.

## Népesség
A település népességének változása:
| Lakosok száma | 341  | 379  | 377  | 437  | 530  | 520  | 505  | 472  | 467  | 457  |
|               | 1968 | 1982 | 1990 | 2006 | 2013 | 2015 | 2017 | 2019 | 2020 | 2022 |